# Jugendliebe. Das waren unsere Hits
Jugendliebe. Das waren unsere Hits ist eine Kompilationsreihe von Amiga (BMG). Bisher sind vier Teile und ein Best-of-Album veröffentlicht worden. Die auf der Kompilation vertretenen Lieder sind überwiegend dem Schlager und der Popmusik zuzuordnen, zu einem kleinen Teil der Rockmusik.

## Konzept
Nach dem Ende der Deutschen Demokratischen Republik war das Plattenlabel Amiga zunächst selbstständig tätig, wurde jedoch etwas später von BMG übernommen. Im Zuge der sogenannten Ostalgie entstand am Musikmarkt eine Nachfrage nach Musik aus der DDR. BMG, die über das gesamte Archiv von Amiga verfügten, stellten verschiedene Sampler zusammen, um diese Nachfrage zu befriedigen. Eine dieser Reihen und Einzelveröffentlichungen war Jugendliebe. Das waren unsere Hits. Der Titel ist an das Lied Jugendliebe von Ute Freudenberg aus dem Jahr 1980 angelehnt.
Die Zusammenstellung erfolgte durch eine Abstimmung der Hörer von Antenne Brandenburg und die Leser der Fernsehzeitschrift FF dabei. Vertreten waren neben etablierten Künstlern wie Karat und City auch nach erfolgter Veröffentlichung in der DDR in Ungnade gefallene Künstler wie Nina Hagen (Du hast den Farbfilm vergessen) und Manfred Krug (Wenn du schläfst, mein Kind).

## Best-Of
1995 erschien ein Best-of-Album der bis dahin vierteiligen Serie. Verlegt wurde es Edition „Club Exclusiv“ auf dem Label Sonocord. Auf dem Cover ist ein blau-violetter Trabant 601 abgebildet, auf dessen Nummernschild „Ich bin ein GTI-Jäger“ steht.

## Übersicht der Veröffentlichungen
- 1992: Jugendliebe. Das waren unsere Hits (2CD)
- 1993: Jugendliebe 2. Das waren unsere Hits (2CD)
- 1994: Jugendliebe 3. Das waren unsere Hits (2CD)
- 1994: Jugendliebe 4. Das waren unsere Hits (2CD)
- 1995: Das Beste aus Jugendliebe (2CD)